# Kölzin
Kölzin är en ortsteil i staden Gützkow i Landkreis Vorpommern-Greifswald i förbundslandet Mecklenburg-Vorpommern i Tyskland. Kölzin var en kommun fram till 25 maj 2014 när den uppgick i Gützkow. Kommunen Kölzin hade 316 invånare 2014.